# 정 공공
정 공공(鄭 共公, ? ~ 기원전 424년, 재위: 기원전 454년 ~ 기원전 424년)은 중국 춘추 시대 정(鄭)나라의 21대 임금으로, 휘는 축(丑)이다. 성공(聲公)의 아우이다.

## 사적
애공(哀公) 8년(기원전 455), 정나라 사람들이 애공을 시해하고 공공을 추대하였다.
공공 31년(기원전 424)에 죽으니, 아들 이(已)가 뒤를 이었다.
| 선대 조카 정 애공 역 | 제21대 정나라 백작 기원전 454년 ~ 기원전 424년 | 후대 아들 정 유공 이 |